# Proales werneckii
Proales werneckii är en hjuldjursart som först beskrevs av Ehrenberg 1834.  Proales werneckii ingår i släktet Proales och familjen Proalidae. Inga underarter finns listade i Catalogue of Life.